# Hawks & doves (album van Neil Young)
Hawks & doves is het tiende studioalbum van de Canadese singer-songwriter Neil Young. Het werd op 3 november 1980 door Reprise Records uitgegeven. De eerste zijde van de plaat (genaamd Doves) werd in de periode 1974-1977 opgenomen en de andere zijde (genaamd Hawks) in het voorjaar van 1980. Alle liedjes werden geschreven door Young, die met Tim Mulligan en Elliot Mazer tevens de muzikale productie verzorgde.
Het liedje "Stayin' power" werd als single uitgebracht. Young bereikte met Hawks & doves de 30e plaats in de Billboard 200 en de Nederlandse Album Top 100. Ook in Zweden (22e plaats), Noorwegen (15e) en Nieuw-Zeeland (4e) kwam hij met dit album in de hitlijsten.
Op "Old homestead" speelt Tom Scribner op de zingende zaag. Ann Hillary O'Brien zingt mee op de liedjes van kant twee.

## Tracklist
| Nr. | Titel             | Duur |
| --- | ----------------- | ---- |
| 1.  | Little wing       | 2:10 |
| 2.  | The old homestead | 7:38 |
| 3.  | Lost in space     | 4:13 |
| 4.  | Captain Kennedy   | 2:50 |

| Nr. | Titel                      | Duur |
| --- | -------------------------- | ---- |
| 5.  | Stayin' power              | 2:17 |
| 6.  | Coastline                  | 2:24 |
| 7.  | Union man                  | 2:08 |
| 8.  | Comin' apart at every nail | 2:33 |
| 9.  | Hawks & doves              | 3:27 |

## Musici
- Dennis Belfield - basgitaar
- Tim Drummond - basgitaar, drums
- Levon Helm - drums
- Ben Keith - dobro, (steel)gitaar, zang
- Ralph Molina - drums, zang
- Ann Hilary O'Brien - zang

- Frank "Poncho" Sampedro - gitaar, strings
- Tom Scribner - zaag
- Billy Talbot - basgitaar
- Rufus Thibodeux - viool
- Greg Thomas - drums
- Neil Young - gitaar, mondharmonica, piano, zang